# Барон Ротшильд (1885)

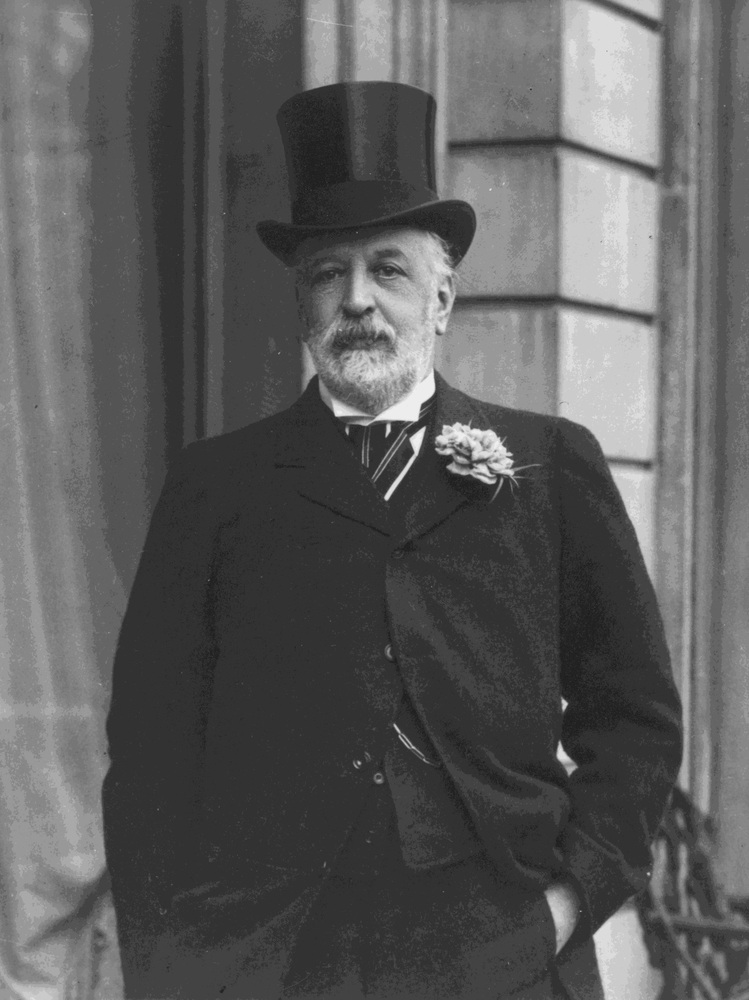
Натан Ротшильд, 1-й барон Ротшильд

Барон Ротшильд из Тринга в графстве Хартфордшир — наследственный титул в системе Пэрства Соединённого королевства. Он был создан 29 июня 1885 года для сэра Натана Ротшильда, 2-го баронета (1840—1915), члена банкирской семьи Ротшильдов. Он был первым человеком, исповедующим иудаизм, который стал британским пэром (Бенджамин Дизраэли, хотя и родился в еврейской семье, был членом англиканской церкви).

## История
Титул баронета Ротшильда из Тринг-Парка в системе баронетства Соединённого королевства был создан 12 января 1847 года для австрийского барона Энтони де Ротшильда (1810—1876), банкира и политика, с правом наследования для его старшего брата — Лайонела де Ротшильда, — первого в истории депутата-иудея Палаты общин. Лайонел и Энтони были сыновьями влиятельного финансиста Натана Майера Ротшильда (1777—1836), основателя английского филиала клана Ротшильдов.
1-му баронету Ротшильду в 1876 году наследовал его племянник, вышеупомянутый сэр Натан Ротшильд (1840—1915), который в 1885 году был возведён в звание пэра. Его преемником в 1915 году стал его старший сын, Лайонел Уолтер Ротшильд, 2-й барон Ротшильд (1868—1937). Он был банкиром и политиком, проявлял большой интерес к зоологии. Он скончался, не оставив потомства, и титул унаследовал его племянник, Виктор Ротшильд, 3-й барон Ротшильд (1910—1990), единственный сын достопочтенного Чарльза Ротшильда (1877—1923). В 1990 году преемником титула стал единственный сын Виктора Ротшильда — Джейкоб Ротшильд, 4-й барон Ротшильд (1936—2024).
В 2024 году титул унаследовал Натаниэль Филип Виктор Джеймс Ротшильд, 5-й барон Ротшильд (род. 1971), единственный сын Джейкоба Ротшильда.
Существует также титул барона де Ротшильда (фрайхерр фон Ротшильд) среди знати Австрийской империи (затем Австро-Венгрии). В 1838 году английская королева Виктория санкционировала применение этого австрийского титула в Великобритании для Лайонела де Ротшильда и некоторых других членов семьи Ротшильд. Ордером от 27 апреля 1932 года использования иностранных титулов в Соединённом королевстве было ограничено.

## Баронеты Ротшильд из Тринг Парка (1847)
- 1847—1876: Сэр Энтони Натан Ротшильд, 1-й баронет (29 мая 1810 — 3 января 1876), второй сын Натаниэла Майера Ротшильда (1777—1836) и Анны Коэн (1783—1850)
- 1876—1915: Сэр Натан Майер Ротшильд, 2-й баронет (1840—1915), старший сын Лайонела де Ротшильда (1808—1879) и баронессы Шарлотты де Ротшильд (1819—1884), племянник предыдущего, с 1885 года — барон Ротшильд.

## Бароны Ротшильд (1885)

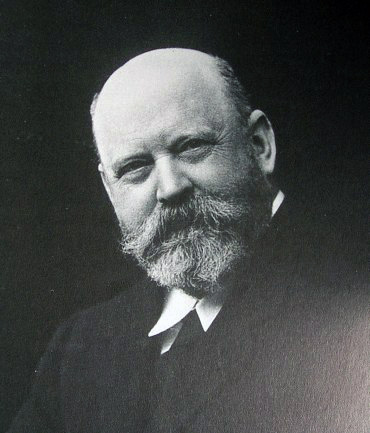
Уолтер Ротшильд, 2-й барон Ротшильд

- 1885—1915: Натан Майер Ротшильд, 1-й барон Ротшильд (8 ноября 1840 — 31 марта 1915), старший сын Лайонела де Ротшильда (1808—1879) и баронессы Шарлотты де Ротшильд (1819—1884). Депутат Палаты общин Великобритании от Эйлсбери (1865—1885), лорд-лейтенант Бакингемшира (1889—1915).
- 1915—1937: Лайонел Уолтер Ротшильд, 2-й барон Ротшильд (8 февраля 1868 — 27 августа 1937), старший сын предыдущего и Эммы Луизы фон Ротшильд (1844—1935). Депутат Палаты общин Великобритании от Эйлсбери (1899—1910).
- 1937—1990: Натаниэль Майер Виктор, 3-й барон Ротшильд (31 октября 1910 — 20 марта 1990), единственный сын достопочтенного Чарльза Ротшильда (1877—1923) и Розики Эдл Ротшильд (1870—1940); племянник предыдущего.
- 1990—2024: Натаниэль Чарльз Джейкоб Ротшильд, 4-й барон Ротшильд (29 апреля 1936 — 26 февраля 2024), единственный сын предыдущего от первого брака с Барбарой Джудит Хатчинсон (1911—1989).
- 2024 — н. в.: Натаниэль Филип Виктор Джеймс Ротшильд, 5-й барон Ротшильд (род. 12 июля 1971), единственный сын 4-го барона Ротшильда и Серены Мэри Данн (род. 1935).

## Линия преемственности
- Джеймс Амшель Виктор Ротшильд[вд] (род. 1985), единственный сын Амшеля Майера Джеймса Ротшильда (1955—1996), внук 3-го барона, двоюродный брат 5-го барона.
  - сын (род. 2022)

Также есть живущие мужские потомки у Леопольда де Ротшильда (1845—1917) — младшего сына Лайонела Натана Ротшильда: четвероюродные дядья (в том числе, Дэвид Лайонел де Ротшильд и Дэвид Майер де Ротшильд) и пятиюродные братья 5-го барона. Однако они, не являясь потомками 1-го барона Ротшильда, могут претендовать только на титул баронета.